# Kemi Adetiba
Kemi Adetiba, née le 8 janvier 1980, est une cinéaste, réalisatrice de télévision et réalisatrice de clips musicaux nigériane.

## Biographie
Kemi Adetiba est née à Lagos en 1980. Sa mère, Mayen Adetiba, est une actrice, mais aussi une ingénieure dans le génie civil. Enfant, Kemi Adetiba apparaît dans une publicité télévisée pour la marque de détergent OMO. Elle obtient par ailleurs une licence en droit à l'université de Lagos.
Elle commence sa carrière professionnelle en tant que présentatrice radio à Rhythm 93.7 FM, avec deux émissions à succès au Nigeria: Soul'd Out et Sunday at the Seaside. Elle commence à publier anonymement des remixes personnels en ligne sur diverses applications telles que Spotify et Soundcloud sous le nom d'utilisateur et le label hule. Puis elle passe d'une voix à la radio à un visage à la télévision en produisant et en présentant plusieurs émissions sur Mnet, dont Studio 53, Temptation Nigeria, qu'elle présente aux côtés d'Ikponmwosa Osakioduwa. Elle est également présentatrice sur Soundcity TV et anime Maltina Dance All pendant trois saisons consécutives.
Après des années de succès devant la caméra, elle s'inscrit à la New York Film Academy pour apprendre les ficelles du métier derrière les caméras. De retour au Nigeria, elle devient une spécialiste de la réalisation de clips, puis réalise de courts et longs métrages de fiction. Assez rapidement, ses œuvres en tant que réalisatrice la font connaître et sont diffusées sur tout le continent africain et au-delà, grâce à quelques succès. Son court métrage, Across a Bloodied Ocean, est projeté en 2009 au Festival panafricain du film de Los Angeles et au National Black Arts Festival. En septembre 2016, son premier long métrage, The Wedding Party (une comédie romantique nigériane qui raconte un mariage entre deux familles, l’une igbo et l’autre yoruba, en dépit de leurs a priori et de leurs rivalités ethniques), est présenté en première partie du Festival international du film de Toronto (TIFF), en tant que film d'ouverture du programme City-to-City Spotlight, puis devient un gros succès du box office nigerian : c’est le premier film nigérian qui fait plus d’entrées dans les salles du pays que les superproductions hollywoodiennes,. Deux ans plus tard, en 2018, l’un de ses autres films, King of Boys, devient rapidement un des films le plus rentables de l’histoire de Nollywood.

## Filmographie
- 2016 : The Wedding Party[6]
- 2018 : King of Boys[8]
- 2021 : King of Boys: The Return of the King[9]
- 2023 : To Kill a Monkey